# Cerodontha paludosa
Cerodontha paludosa este o specie de muște din genul Cerodontha, familia Agromyzidae, descrisă de Spencer în anul 1981.
Este endemică în California. Conform Catalogue of Life specia Cerodontha paludosa nu are subspecii cunoscute.